# Iván Liajov

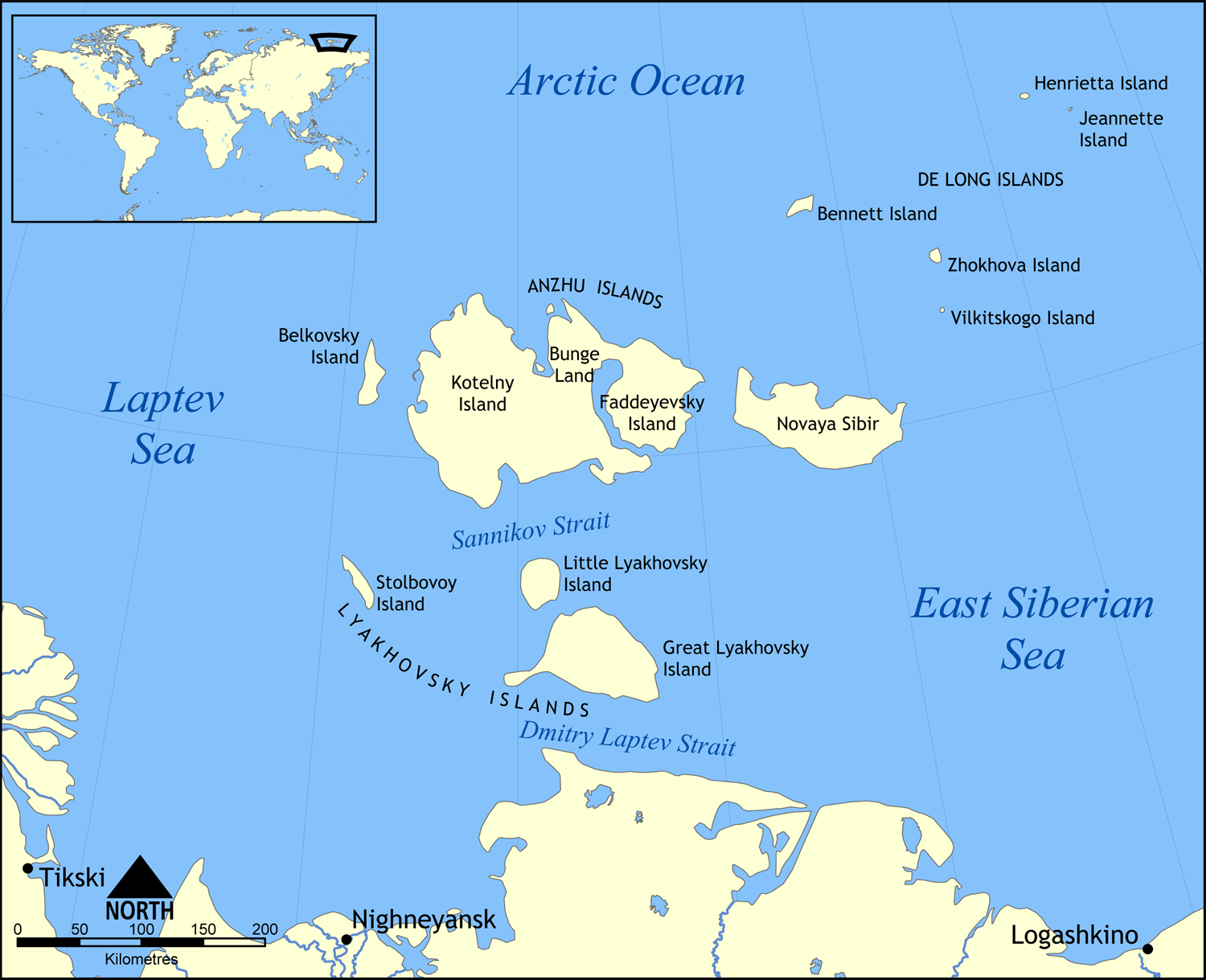
Las islas de Nueva Siberia, exploradas por Liájov en los años 1770

Iván Liájov (en ruso: Иван Ляхов; ? - fallecido en torno a 1800) fue un comerciante ruso que exploró gran parte de las islas de Nueva Siberia en la década de 1770.
Liajov inició sus exploraciones en la primavera de 1770, en una partida de trineos tirada por perros, con el fin de explorar las islas ubicadas frente a la costa norte de Siberia, entre el mar de Láptev y el mar de Siberia Oriental, de las que habían informado Yákov Permiakov y Merkury Vagin en 1710. En ese viaje, visitó el área meridional de las islas de Nueva Siberia. Las intenciones de Liájov eran principalmente comerciales, ya que tenía la esperanza de encontrar marfil, huesos y colmillos de mamut. Su teoría era que tanto las islas que quería explorar (y que más tarde se nombraron en su honor, como islas de Liájov) como otras que se avistaban en la distancia, pero que no pudo estudiar, estaban formadas principalmente por una base de huesos y colmillos de mamuts.
Liájov regresó en otra empresa de exploración a las islas de Nueva Siberia en 1773-1774. Visitó de nuevo las islas de Liájov y esta vez si cruzó el estrecho que ahora lleva su nombre (estrecho de Sánnikov) y descubrió la gran isla Kotelny. 
Liájov realizó su última expedición en 1775. Esta vez, sabiendo ya que no había esa base de marfil, lo movía una motivación científica para su exploración, llevando con él a un agrimensor, para reconocer y cartografiar la isla Gran Liájovski.